# Le Chasse-marée
Pour les articles homonymes, voir Chasse-marée.
Le Chasse-marée est une revue française qui paraît six fois par an, publiée par les Éditions Chasse-marée, entreprise regroupée dans la société InfoMer, filiale du Groupe Sipa - Ouest-France.

## Présentation
Le Chasse-marée est une revue de référence sur le patrimoine maritime. Elle présente des articles écrits par des auteurs reconnus dans le domaine et se distingue par ses articles longs et bien documentés ainsi que par la qualité de son iconographie.
Le nom de la revue évoque le nom d’un type de bateau et d’un métier, une grande chaloupe de la côte atlantique, gréée en lougre et dont la mission était de transporter très rapidement la sardine depuis son lieu de pêche jusqu’aux ports.
Les thèmes abordés sont la navigation, l'art maritime, les voiliers traditionnels, la pêche, la construction, l'architecture navale, l'histoire maritime, l'exploration, le modélisme, l'archéologie, la plaisance, les fêtes maritimes, la marine marchande, les portraits, etc.
À partir de 2020, Le Chasse-marée s'ouvre à de nouvelles thématiques comme les sciences, l’écologie et l’environnement. Les sujets contemporains gagnent en présence pour faire découvrir entre autres des métiers, des parcours d'hommes et de femmes qui travaillent dans le monde maritime.
La revue Le Chasse-Marée fête ses quarante ans en août 2021

## Histoire
- 1981 : quelques passionnés de bateaux et de culture maritime lancent une nouvelle revue, Le Chasse-marée[1] publiée par les éditions de l’Estran. Le succès est immédiat : pour la première fois, une revue maritime s’adresse à tous, passionnés, amateurs où simples curieux.
- 1986 : Le Chasse-marée instaure les fêtes maritimes de Douarnenez[1].
- 1992 : Le Chasse-marée lance les fêtes maritimes de Brest[1], qui rassemblent les bateaux de son premier grand concours, Bateaux des côtes et fleuves de France : une centaine d'unités sont mises à l’eau partout dans le pays.
- 2003 : Le Chasse-marée est repris par les Editions Glénat.
- 2009 : Le Chasse-marée est racheté par le Groupe Ouest-France.
- 2018 : Le Chasse-marée sort son 300e numéro.
- 2020 : la revue lance une nouvelle formule et devient bimestrielle, avec de nouvelles rubriques, une nouvelle mise en page et 132 pages par numéro[1].
- 2024 : lancement de numéros hors-série. Le premier, paru en avril 2024, est consacré au Belem[2].

## Les Éditions Chasse-marée
Les Éditions Chasse-marée sont créées en 1981 par la société coopérative ouvrière de production Le Chasse-marée à Douarnenez.

Vue de l'Abri du marin de Douarnenez, avec l'ancienne enseigne de la Librairie maritime Chasse-Marée du groupe Glénat Éditions.

Le siège social, autrefois situé dans l'Abri du marin de Douarnenez, sur le port du Rosmeur, est déplacé en 2018 sur le Port-Rhu, dans une ancienne conserverie . 

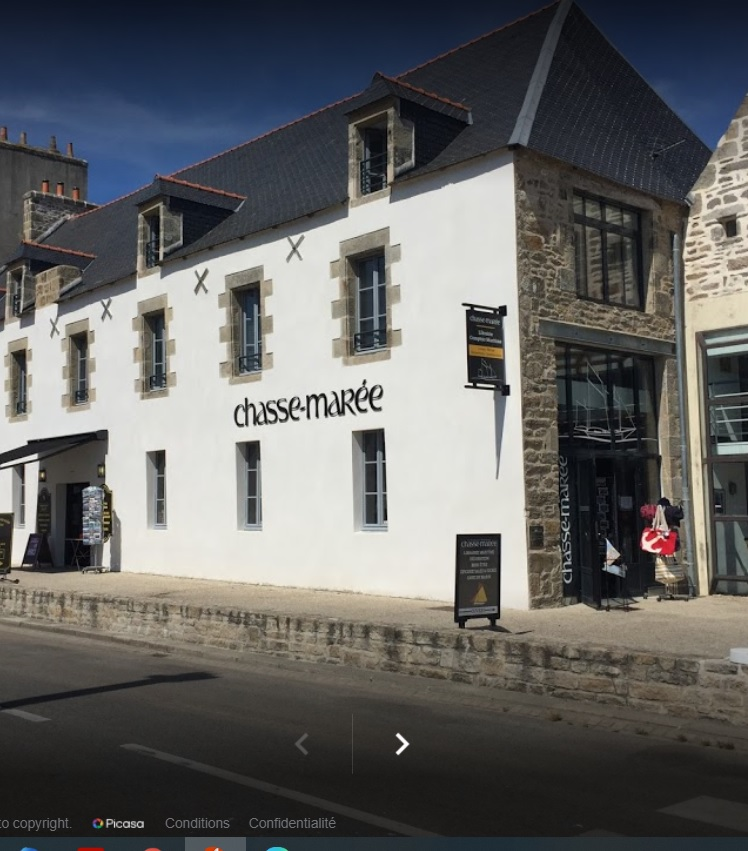
Le siège des Éditions Chasse-marée à Douarnenez sur le Port-Rhu.

Outre la revue Le Chasse-marée, cette société publie aussi des livres sur le monde maritime et la Bretagne, dont la série des cinq Ar Vag sur les « Voiles au travail en Bretagne atlantique », fruit des recherches sur plusieurs décennies d'une équipe menée par Bernard Cadoret. De nombreux livres d’art, consacrés aux peintres en Bretagne seront également publiés.
La société des Éditions Chasse-marée publie également une revue maritime en anglais Maritime Life and Traditions, et Armen, une revue consacrée à la Bretagne, reprise en 2025 par Erwan Chartier-Le Floch après plusieurs autres maisons d’éditions.
Grâce à sa boutique en ligne sur Internet, l'entreprise développe la vente par correspondance de livres et objets maritimes, vêtements de marin, jouets, décoration maritime et produits de la gastronomie bretonne…
La société des Éditions Chasse-marée est organisatrice de plusieurs concours : Bateaux des côtes de France (1988-1992), Patrimoine des côtes et fleuves de France (1993-1996), Défi des jeunes marins (1997-2000), Marins des côtes et fleuves de France (2004-2008).
Le concours Bateaux des Côtes de France de 1992 est l'aboutissement d'un défi : le sauvetage du patrimoine maritime par la restauration ou la reconstruction des bateaux traditionnels. Lancé en 1989, il a permis de voir quatre-vingt un bateaux participer aux fêtes de Brest en 1992. On peut citer la chaloupe de Dahouët Pauline, Le Grand Léjon, La Granvillaise, le cotre Marche-Avec, la chaloupe basque Brokoa, la chaloupe de Plougastel Marie-Claudine, ou l'emblématique goélette brestoise La Recouvrance.